# Флюгер

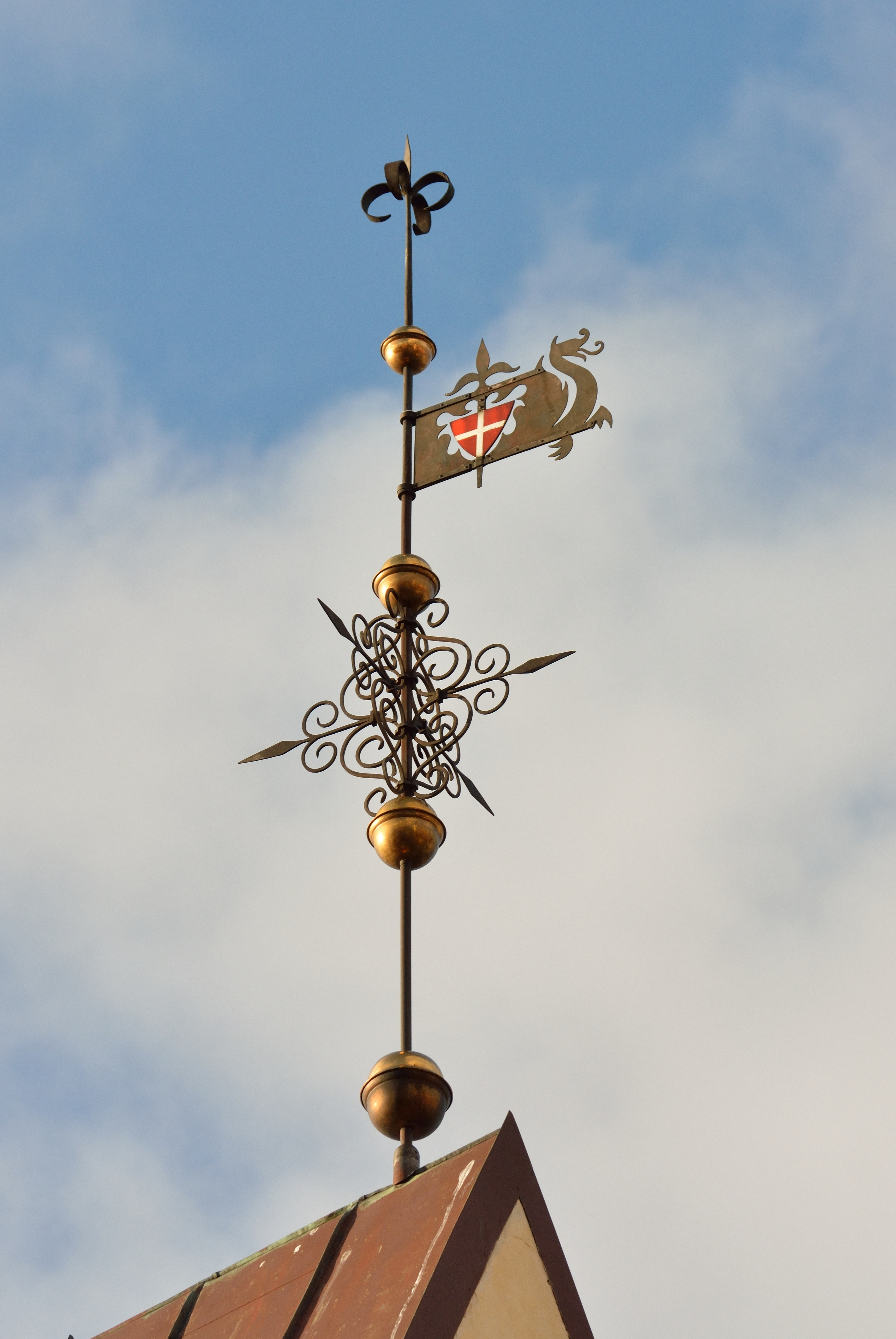
Флюгер, Таллин

Флю́гер (нидерл. Vleugel, нем. Flügel — крыло) — метеорологический прибор для измерения направления (иногда и скорости) ветра или декоративный аксессуар, ранее флажок на копье (пике).
В России до XVIII века употреблялись слова прапор, прапорец, прапорица, кочето́к, кочет. Флюгер в российских письменных источниках упоминался в форме «флюгель» в Уставе морском 1720 года .

## Описание
Флюгер (в частности, обычно применяемый на метеостанциях флюгер Вильда) устанавливается на мачте высотой 10 — 12 метров, и включает флюгарку, указатель силы ветра и штифты для определения направления ветра.
Флюгарка состоит из двух лопастей, расположенных под острым углом друг к другу, и противовеса — указателя направления ветра, укрепленных на трубке. Она вращается на оси флюгера. Благодаря лопастям противовес указывает направление, откуда дует ветер. Направление ветра может определяться по укрепленным ниже горизонтальным штифтам, ориентированным по восьми румбам, а на некоторых современных флюгерах — с помощью электронного прибора.
Указатель силы ветра — это свободно качающаяся металлическая пластина, которая за счёт поворота флюгарки по ветру устанавливается перпендикулярно направлению ветра и отклоняется вверх. По углу отклонения определяется сила ветра в баллах. В некоторых флюгерах для определения силы ветра используется легкий пропеллер.
Флюгер часто служит декоративным элементом для украшения дома. Часто садоводы применяют флюгер с пропеллером для избавления от кротов, землероек и прочих подобных вредителей. Вибрации, передающиеся в землю от вращения пропеллера, отпугивают грызунов, и они покидают участок.

## Галерея

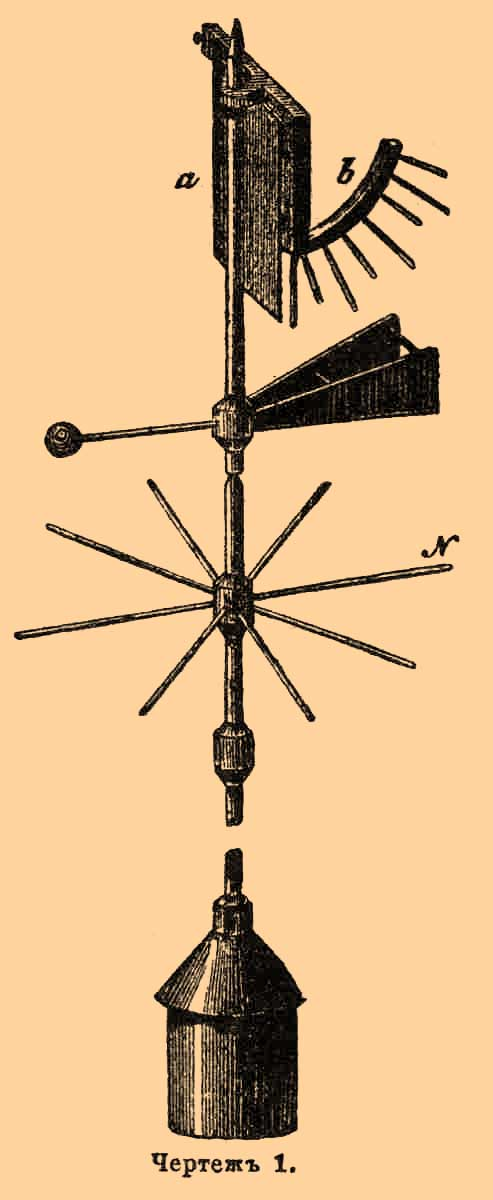
Флюгер Вильда, иллюстрация из ЭСБЕ
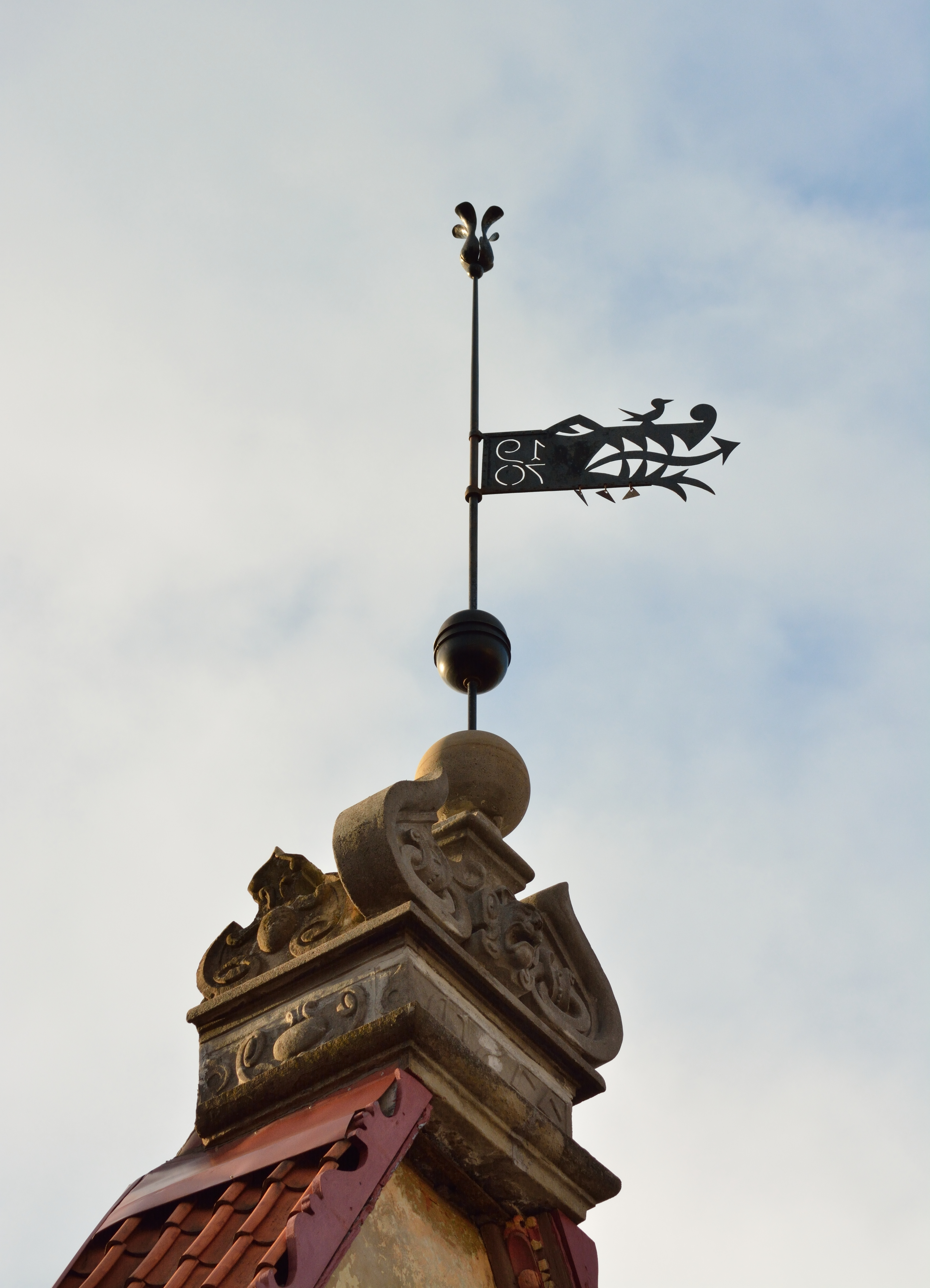
Декоративный флюгер, Таллин
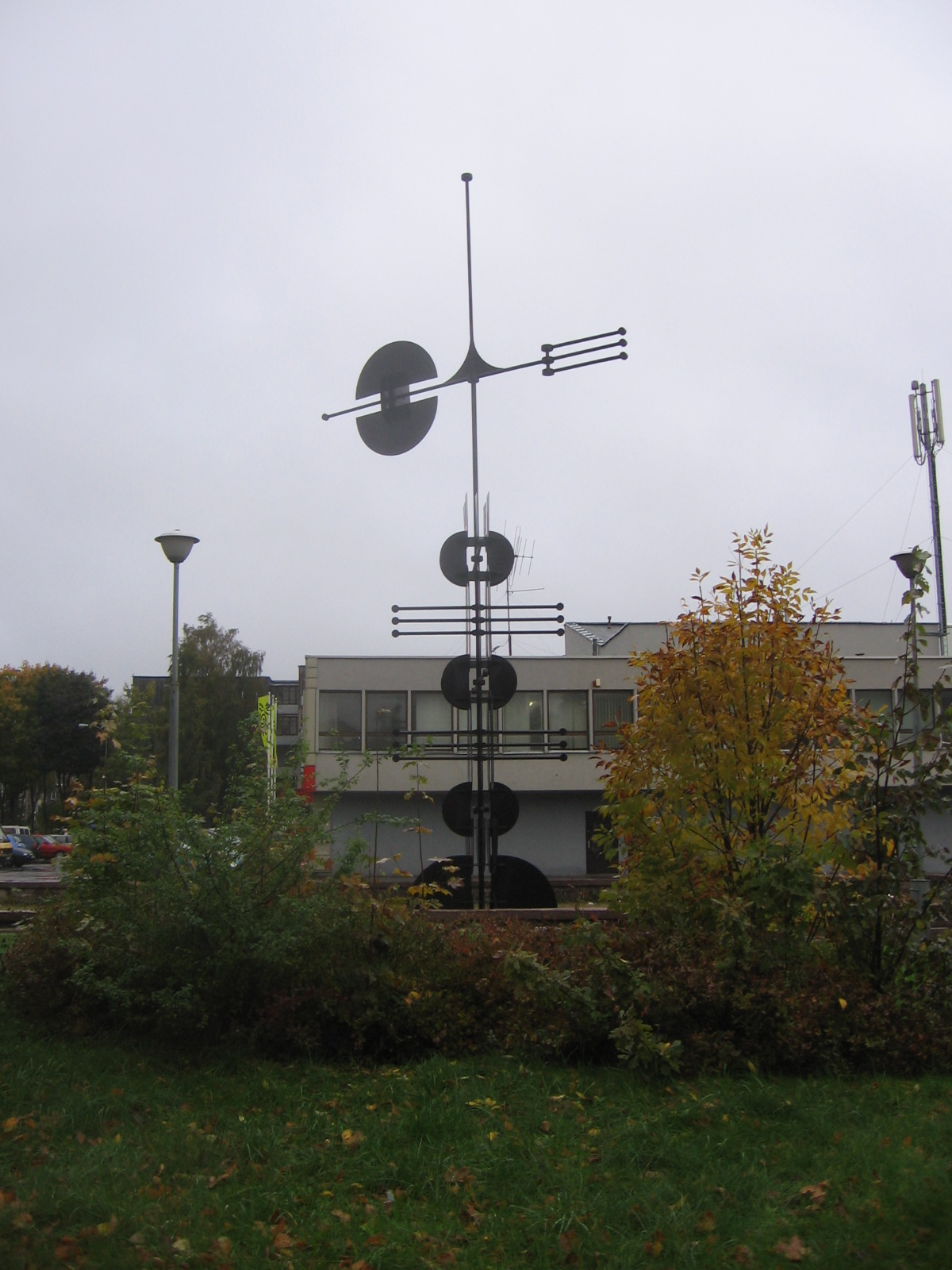
11-метровый флюгер в районе Лаздинай, Вильнюс
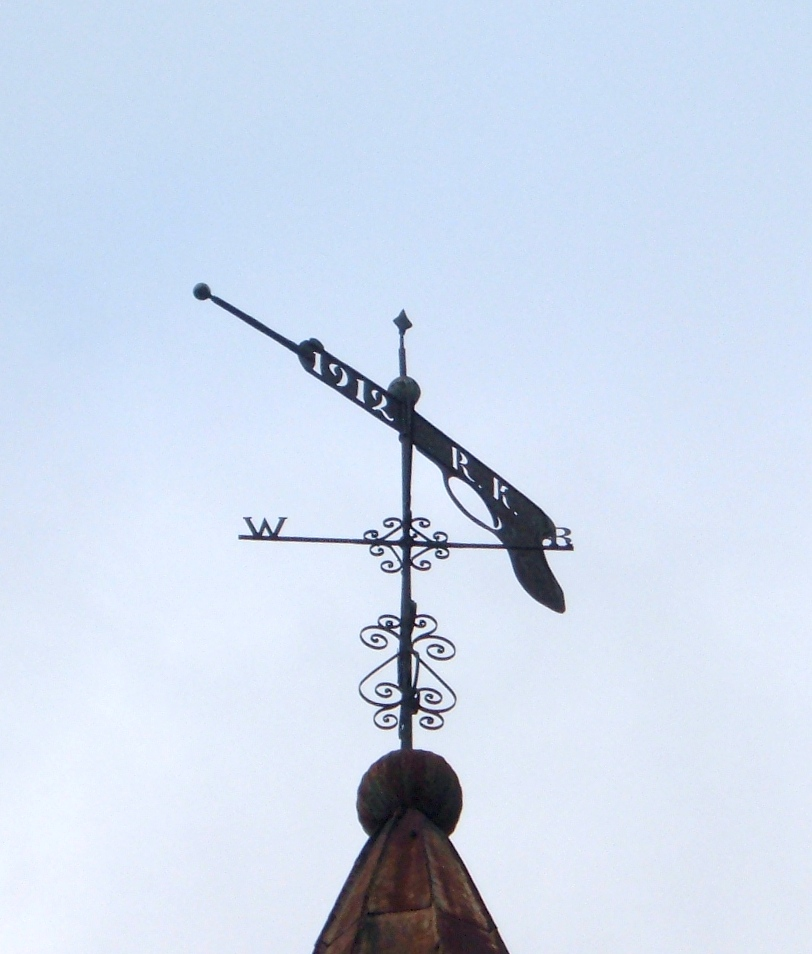
Старинный флюгер в виде пистолета в Юрмале, Латвия
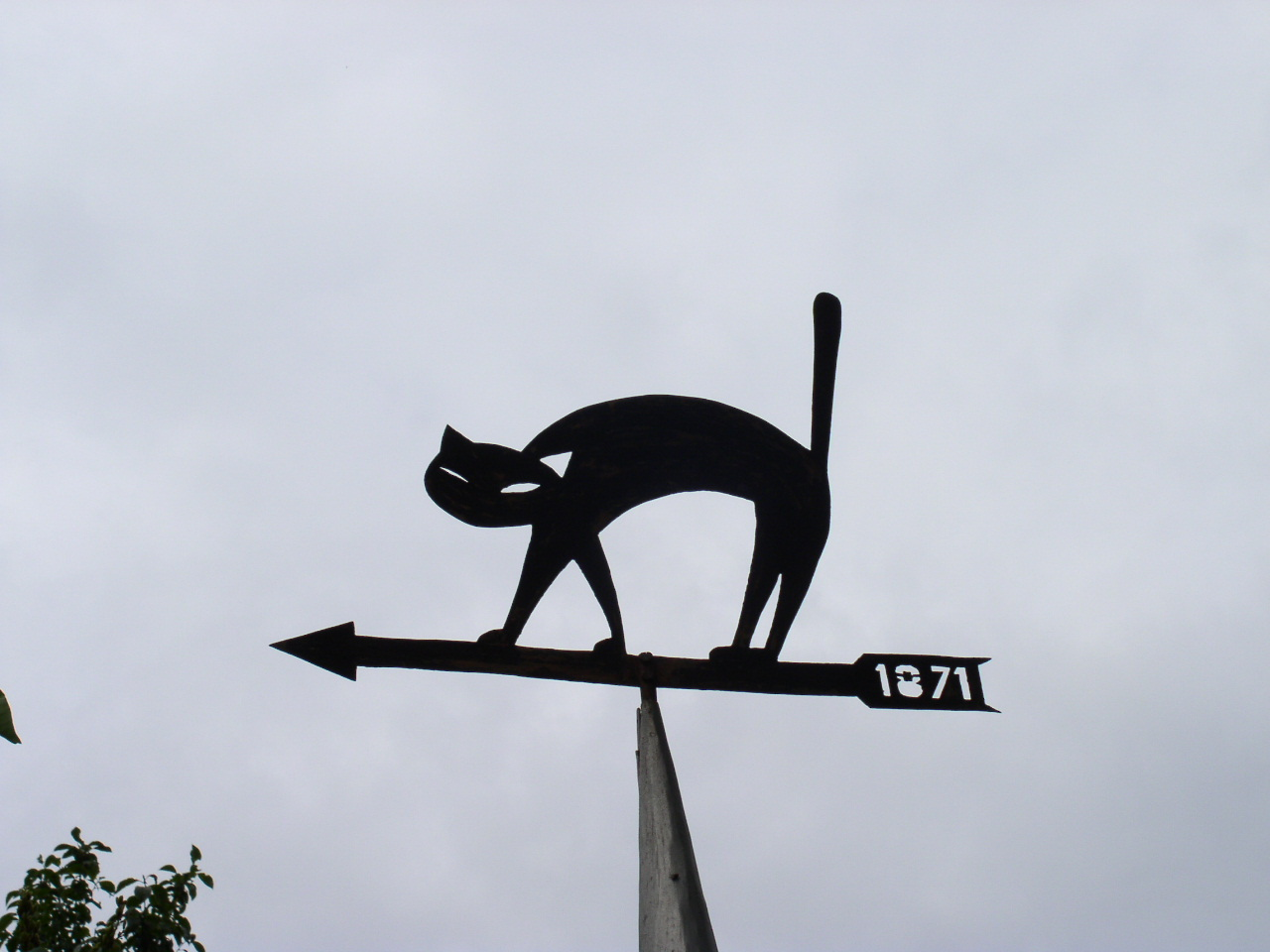
Декоративный флюгер в виде кошки (Украина)
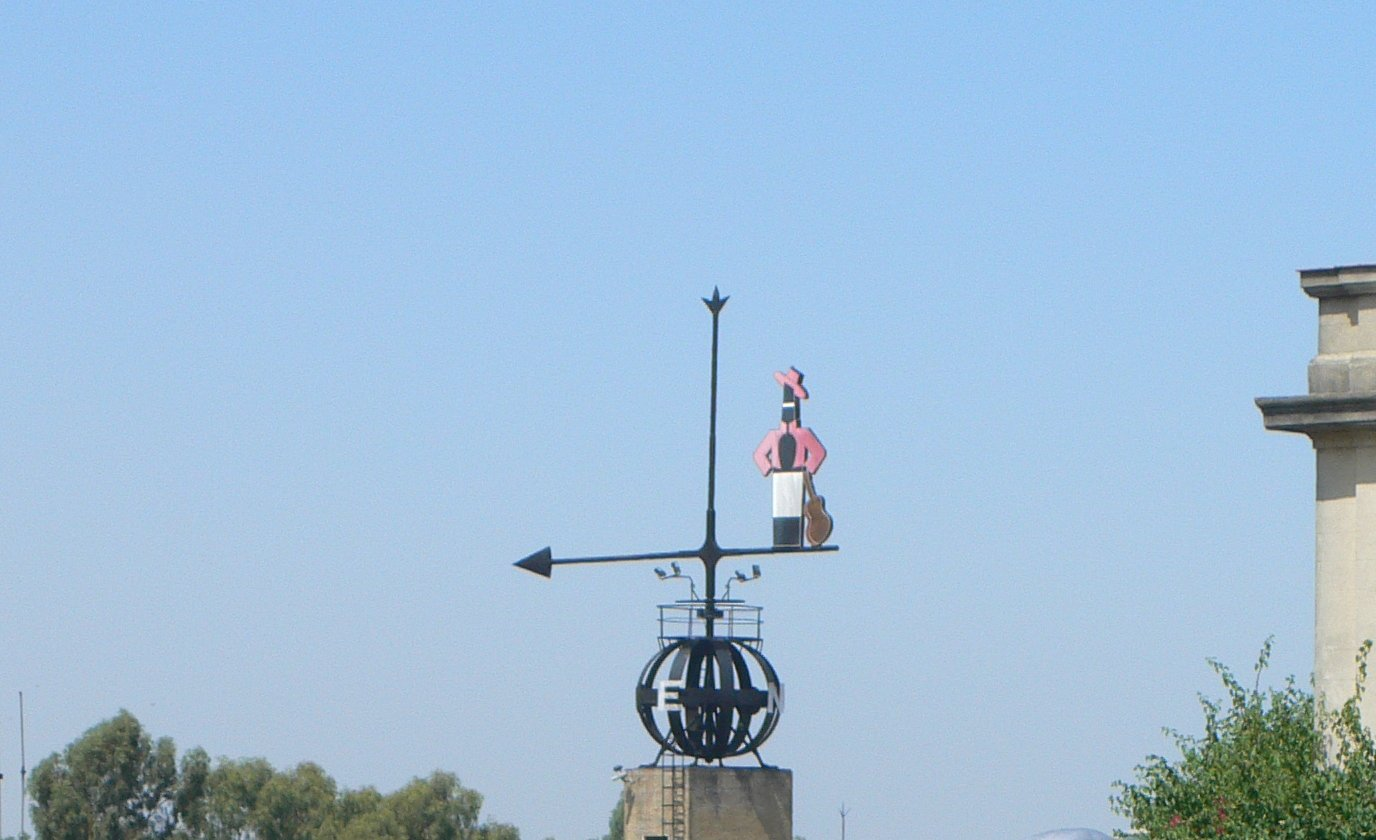
Декоративный флюгер, занесённый в книгу рекордов Гиннесса как самый большой (Херес-де-ла-Фронтера)
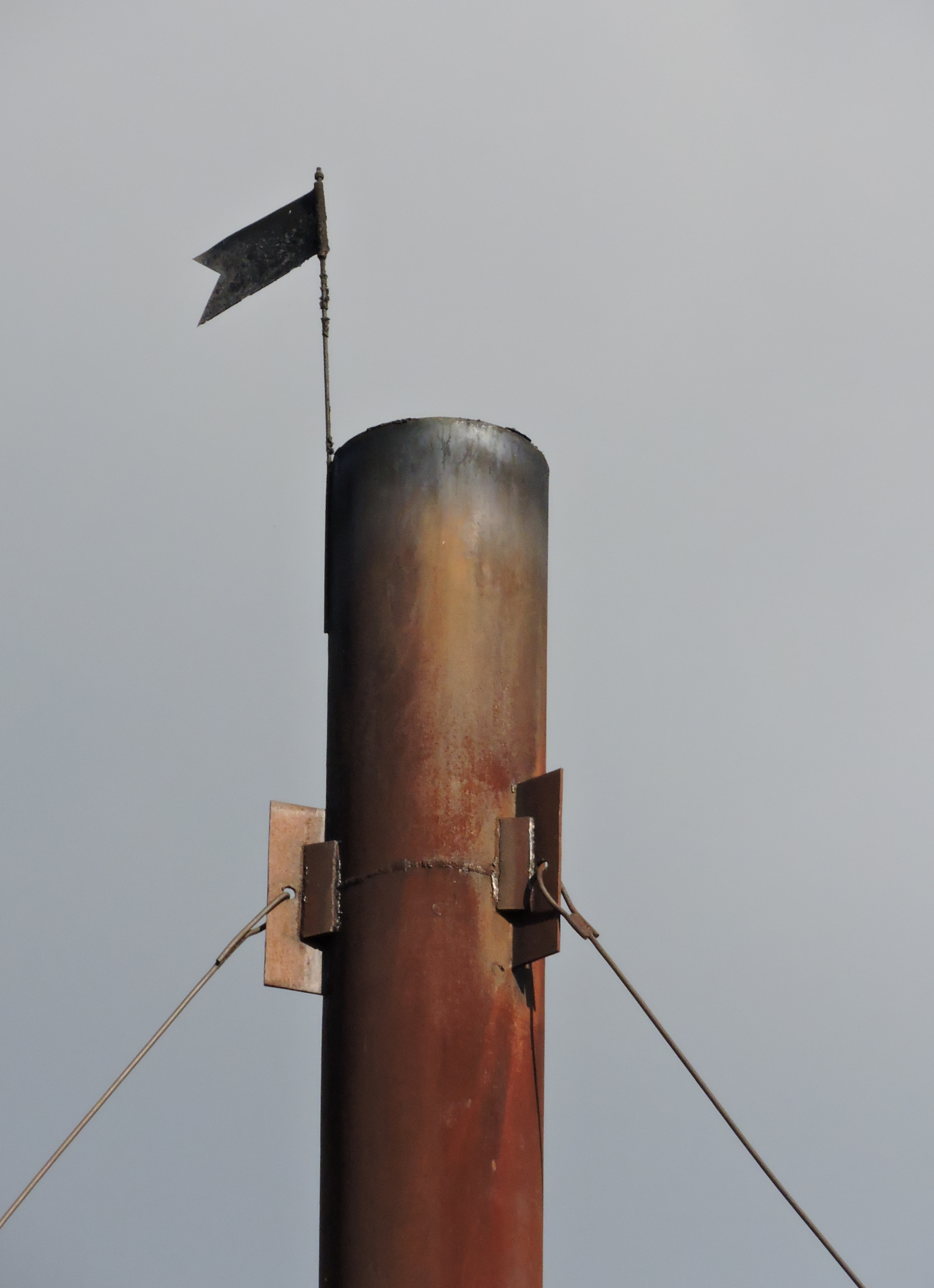
Флюгер на дымовой трубе
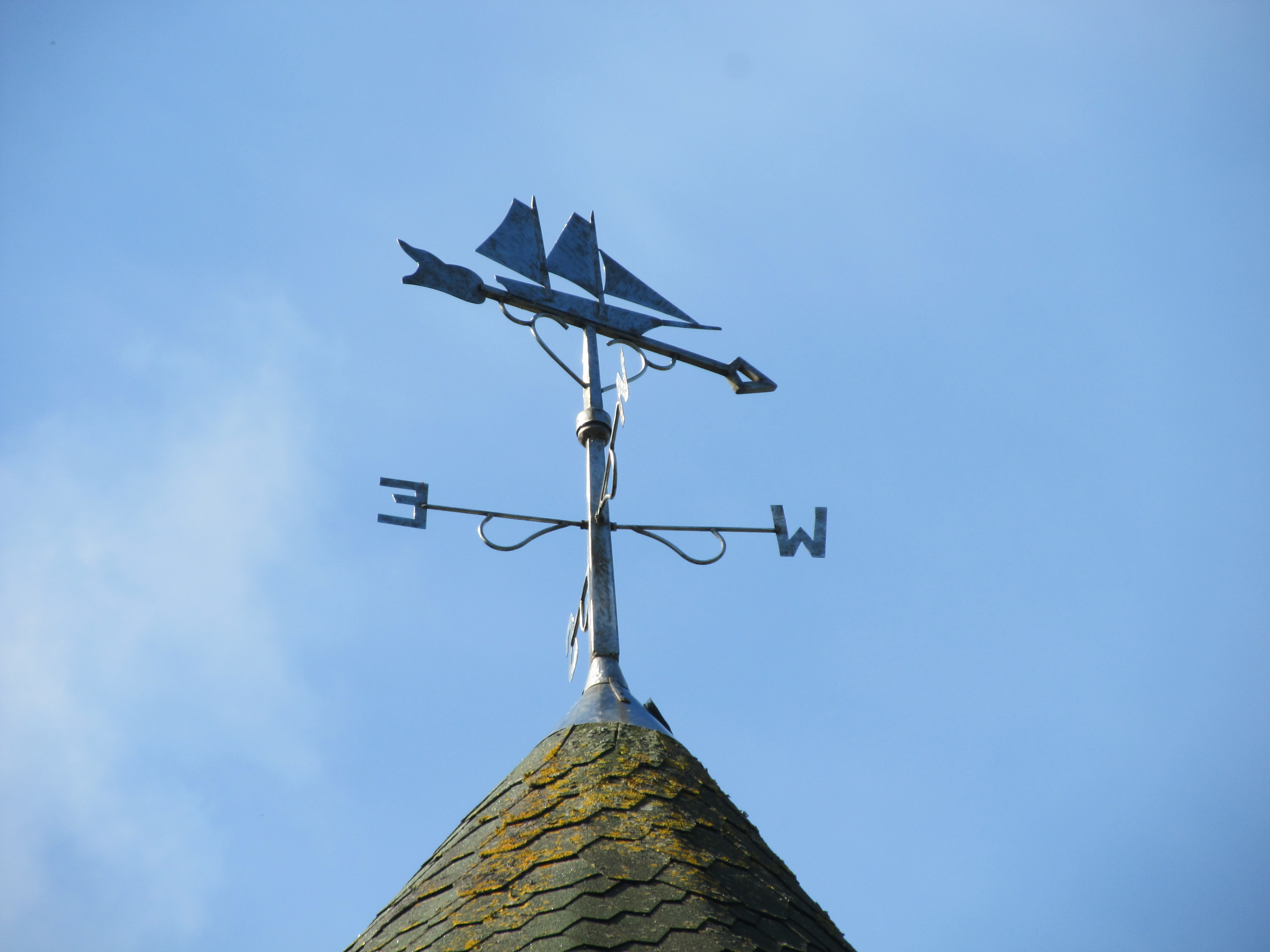
Флюгер на вилле Меересблик в посёлке Отрадное (Калининградская область)